# Bauernrechnung
Bei einer Bauernrechnung stehen die politisch Verantwortlichen einer Gemeinde den Bürgern einer Teilgemeinde Rede und Antwort.
Diese Versammlungen finden seit den Eingemeindungen 1972 in Niedersachsen in jeder Teilgemeinde einmal im Jahr statt.